# Сегачама (станція)
Сегачама (рос. Сегачама) — станція Могочинського регіону Забайкальської залізниці Росії, розташована на дільниці Куенга — Бамівська між станціями Єрофей Павлович (відстань — 24 км) і Велика Омутна (19 км). Відстань до ст. Куенга — 611 км, до ст. Бамівська — 138 км; до транзитного пункту Каримська — 843 км.